# Heartbeat (sång av Margaret)
Heartbeat är en låt av den polska sångerskan Margaret. Den ingick på hennes debutstudioalbum Add the Blonde, och släpptes den 23 februari 2015. Låten skrevs av Margaret själv tillsammans med Joakim Buddee. Några av dess texter var influerade av Michael Jacksons låt "Beat It".